# Верхній Куранах
Верхній Куранах (рос. Верхний Куранах) — село Алданського улусу, Республіки Саха Росії. Входить до складу Міського поселення селища Нижній Куранах.
Населення — 577 осіб (2015 рік).